# Paul Chanel Malenfant
Pour les articles homonymes, voir Chanel et Malenfant.
Paul Chanel Malenfant est un écrivain et professeur québécois né à Saint-Clément de Rivière-du-Loup en 1950.

## Biographie
Il obtient un baccalauréat en études françaises en 1972 et une maîtrise en études québécoises en 1974 à l'Université de Montréal. Il a ensuite terminé son doctorat en littérature québécoise à l'Université Laval en 1979. Dans le cadre de son mémoire, il s'intéresse d'abord à la poétesse Rina Lasnier. Pour sa thèse, il s'intéresse aux deux poètes Fernand Ouellette et Roland Giguère.
Il a publié des poèmes et des textes dans plusieurs revues telles que La Barre du jour, La Nouvelle Barre du jour, Liberté, Voix et images, Estuaire, Urgences et Nuit blanche. Entre 1979 et 1981, il est responsable de la section poésie de Livres et auteurs québécois. Il a aussi été membre du comité de lecture de la revue Estuaire entre 1980-1983. Certains de ses textes ont été lus dans les émissions « Poésie » et « L'atelier des inédits » à Radio-Canada.
Écrit en 1997, son recueil de poésie intitulé Fleuves lui a valu plusieurs honneurs tels que le Prix littéraire Radio-Canada, le Prix Alain-Grandbois, le Grand Prix du Festival international de la poésie. En 2005, il a reçu la distinction Alcide-C. Horth pour souligner sa contribution remarquable comme enseignant, écrivain et créateur.
De 1973 à 1983, il a enseigné la littérature au Cégep de Rimouski, et a continué sa carrière en enseignement à l'Université du Québec à Rimouski (UQAR) de 1983 à 2006.
Deux ouvrages ont paru sur la poésie de Paul Chanel Malenfant. Le premier est une anthologie de sa poésie intitulée Traces de l'éphémère préparée par Louise Dupré en 2011 dans la collection « Ovale » des Éditions du Noroît. Le deuxième est un ouvrage collectif intitulé Sensorielles, autour de Paul Chanel Malenfant, préparé par Jacques Paquin et Vincent Lambert en 2018 dans la collection « Chemins de traverse » des Éditions du Noroît.
Il est membre de l'Union des écrivaines et des écrivains québécois (UNEQ) et membre de l'Académie des lettres du Québec.

### Son écriture
L'écriture de Paul Chanel Malenfant est imprégnée du thème de la mort et du deuil. Denise Brassard, dans un article paru dans Voix et images, écrit à ce propos : « Paul Chanel Malenfant a fait de la mort un thème de prédilection. Si la vie peut en quelque sort vous imposer le sujet — il a écrit successivement sur le décès d'une amie, du père, de la mère —, il n'est pas donné à tous les écrivains de tresser avec un tel doigté la hideur et la beauté de la mort [...] il approche ici la mort avec une certaine impudeur et va très loin dans l'expression de la douleur. Une constante tension entre déchirement et apaisement, révolte et gratitude traduit avec beaucoup de justesse, jusque dans les moindres replis de la langue, le vertige que l'on ressent quand la mort vous tient dans son étau et ne vous lâche plus. » 

## Œuvres

### Poésie
- Poèmes de la mer pays, Montréal, Éditions Hurtubise HMH, 1976, 76 p.  (ISBN 9780775800555)
- Forges froides, Montréal, Éditions Quinze, 1977, 144 p.  (ISBN 9780885651450)
- Le mot à mot, Saint-Lambert, Éditions du Noroît, 1982, 90 p.  (ISBN 9782890180697)
- Les Noms du père ; suivi de Lieux dits, Éditions du Noroît, 1985, 92 p.  (ISBN 9782890181212)
- En tout état de corps, Trois-Rivières, Écrits des Forges, 1985, 74 p.  (ISBN 9782890460799)
- Coqs à deux têtes, Montréal, NBJ, 1987, 57 p.  (ISBN 9782893140827)
- Tirer au clair, Saint-Lambert, Éditions du Noroît, 1988, 112 p.  (ISBN 9782890181700)
- Le Siècle inachevé, Rimouski, Éditeq, 1989, 123 p.  (ISBN 9782920307223)
- La Table des matières ; suivi de Les airs de famille, Saint-Lambert, Éditions du Noroît, 1990, 125 p.  (ISBN 9782890182035)
- Voix transitoires, Montréal, Éditions du Noroît, 1992, 89 p.  (ISBN 9782890182325)
- Le verbe être, Montréal, L’Hexagone, 1993, 113 p.  (ISBN 9782890064737)
- Hommes de profil, Trois-Rivières, Écrits des Forges, 1994, 92 p.  (ISBN 9782890463233)
- Fleuves, Saint-Hyppolite, Éditions du Noroît, 1997, 97 p.  (ISBN 9782890183520)
- Des ombres portées, Montréal, Éditions du Noroît, 2001, 140 p.  (ISBN 9782890184534)
- Si tu allais quelque part (ill. de Lisa Tagnon), Montréal, La Courte Échelle, 2003, 38 p.  (ISBN 9782890216228)
- Vivre ainsi ; suivi de Le vent sombre, Montréal, Éditions du Noroît, 2005, 120 p.  (ISBN 9782890185555)
- Tombeaux : Au pavillon ; suivi de Leçon de ténèbres, Montréal, L’Hexagone, 2010, 97 p.  (ISBN 9782890068421)
- La petite mariée de Chagall, Montréal, Éditions du Noroît, 2012, 128 p.  (ISBN 9782890187566)
- Il n'y a plus d'après, Montréal, Éditions du Noroît, 2019, 139 p.  (ISBN 9782897661878)
- Chambres d'échos, Montréal, Éditions du Noroît, 2021, 147 p.  (ISBN 9782897663186)

### Fictions
- Quoi, déjà la nuit?, Montréal, L’Hexagone, 1998, 198 p.  (ISBN 9782890066038)
- Des airs de famille, Montréal, L’Hexagone, 2000, 188 p.  (ISBN 9782890066502)
- Rue Daubenton, Montréal, L’Hexagone, 2007, 146 p.  (ISBN 9782890067967)

### Essais
- La partie et le tout, lecture de Fernand Ouellette et Roland Giguère, Québec, Presses de l'Université Laval, 1983, 397 p.  (ISBN 9782763769462)
- Matériaux mixtes, Notre-Dame-des-Neiges, Éditions Trois-Pistoles, 2003, 176 p.  (ISBN 9782895830528)
- D'un genre, l'autre? , Montréal, Éditions du Noroît, 2015, 69 p.  (ISBN 9782890189331)
- Le bleu ne fait pas de bruit, Trois-Rivières, Éditions d'Art le Sabord, 2017, 350 p.  (ISBN 9782924085356)

### Anthologies
- Accueil et autres poèmes, Montréal, Les herbes rouges, 1999, 96 p.  (ISBN 9782894191590)
- Nos corps habitables ; poèmes choisis (1984-2000), Montréal, Éditions du Noroît, 2001, 145 p.  (ISBN 9782890184732)
- Le chant de la terre ; poèmes choisis (1978-2002), Montréal, Éditions Typo, 2002, 358 p.  (ISBN 9782892951813)

### Livres d'artistes
- De rêves et d'encre douce, Montréal, Presses de l'atelier de gravure de l'UQAM, 1972, 7 f.
- Suite d'hiver, Montréal, Réal Dumais Éditeur, 1978, 11 f.
- Corps second, Montréal, Réal Dumais Éditeur, 1980, n.p.
- Abstractions faites, Saint-Lambert et Nantes, Éditions du Noroît et Pré Nian, n.p.  (ISBN 9782890182356)
- Intimités, Montréal, Éditions Roselin, 2016, 5 f.  (ISBN 9782921751407)

## Prix et honneurs
- 1983 - Prix du Salon du livre de Rimouski (plus tard renommé Prix Jovette-Bernier)[5]
- 1985 - Finaliste au Prix du Gouverneur général 1985, (Les noms du père, suivi de Lieux dits: Italique)
- 1989 - Prix littéraire des Associés
- 1994 - Finaliste au Prix du Gouverneur général 1994, (pour Hommes de profil)
- 1994 - Prix littéraire Arthur Buies (pour Hommes de profil)[5]
- 1997 - Finaliste au Prix du Gouverneur général 1991, (pour Fleuves)
- 1998 - Prix littéraires Radio-Canada (pour Fleuves)[4]
- 1998 - Prix Alain-Grandbois (pour Fleuves)[4]
- 1998 - Grand Prix du Festival international de la poésie, (pour Fleuves)[4]
- 2001 - Prix du Gouverneur général 2001, (pour Des ombres portées)[4]
- 2003 - Finaliste au Prix du Gouverneur général 2003, (pour Si tu allais quelque part)
- 2003 - Prix d'excellence à la création artistique du Conseil des Arts et des Lettres du Québec (CALQ)[8]
- 2005 - Distinction d'Alcide-C. Horth pour souligner sa contribution comme enseignant, créateur et écrivain[4]
- 2022 - Grand Prix du Festival international de la poésie, (pour Chambres d’échos)[11]